# تری ریور
تری ریور (به انگلیسی: Tree River) رودخانه‌ای است که در کانادا جریان دارد.